# Noël Carroll
Noël Carroll (New York, 1947) è un filosofo statunitense, considerato come uno dei più importanti teorici dell'estetica contemporanea. Fra i suoi interessi e studi vi sono anche quelli relativi alla teoria dei media e alla filosofia della storia. È conosciuto anche per le sue opere sulla filosofia del cinema. Attualmente Carroll è Distinguished Professor presso il Graduate Center dell'Università della Città di New York. Ha conseguito due dottorati di ricerca, in studi cinematografici ed in filosofia. Come giornalista ha pubblicato numerosi articoli per Chicago Reader, Artforum, In These Times, Dance Magazine, Soho Weekly News e The Village Voice.

## Pensiero
Esponente della filosofia analitica, il filosofo statunitense si propone di circoscrivere le varie posizioni filosofiche riguardanti la cultura di massa (Dwight Macdonald, Clement Greenberg, Theodor W. Adorno), finora negata in base al principio che il gusto artistico appartenga ad un'élite in grado di apprezzare il bello: concezione questa che, secondo l'autore, risale alla Critica del giudizio kantiana.
Carroll rifiuta l'idea che si possa parlare di "arte per l'arte", ma è invece convinto che un'opera d'arte sia sempre legata al contesto etico e politico di ogni periodo storico.
Sulla filosofia del cinema, su cui si comincia a teorizzare verso la fine XX secolo, quando ancora sussistono difficoltà a ben definirla, l'autore parte dall'analisi di Gilles Deleuze e dal suo concetto, influenzato dai continui progressi tecnici, di cinema come "immagine in movimento", per approdare negli anni a personali elaborazioni controcorrente rispetto alle tesi accademiche dominanti nel periodo. 
Il dibattito particolare sulla veridicità o meno delle emozioni vissute dallo spettatore di un film vede Carroll con coloro che negano la teoria secondo cui lo spettatore finge le proprie emozioni, ad esempio di fronte a scene particolarmente paurose. Egli invece sostiene quello che chiama il paradox of fiction, affermando che si può essere realmente emozionati anche solo pensando che l'oggetto dell'emozione non esista veramente. Così accade che, durante la proiezione di un film horror, la paura o il disgusto possano diventare tali nello spettatore da fargli chiudere gli occhi per non vedere, pur sapendo bene che ciò che vede sullo schermo non esiste.
Carroll ritiene debbano esservi precisi criteri di valutazione per qualificare un film come filosofico, nel senso del suo dover rispondere coi propri adeguati elementi costitutivi (l'inquadratura, la sequenza, il montaggio) ad un utilizzo complessivo di strumenti per suscitare emozioni e ragionamenti.

## Opere
- Philosophical Problems of Classical Film Theory, Princeton, Princeton University Press, 1988.
- Mystifying Movies: Fads and Fallacies in Contemporary Film Theory, New York, Columbia University Press, 1988.
- The Philosophy of Horror, or Paradoxes of the Heart, New York, Routledge, 1990.
- Theorizing The Moving Image, Cambridge, Cambridge University Press, 1996.
- A Philosophy of Mass Art, New York, Oxford University Press, 1998.
- Interpreting The Moving Image, Cambridge, Cambridge University Press, 1998.
- Philosophy of Art: A Contemporary Introduction, New York, Routledge, 1999.
- Beyond Aesthetics: Philosophical Essays, Cambridge, Cambridge University Press, 2001.
- Engaging The Moving Image, New Haven, Yale University Press, 2003.
- Comedy Incarnate: Buster Keaton, Physical Humor and Bodily Coping, Oxford, Blackwell Publishing, 2007.
- The Philosophy of Motion Pictures, Oxford, Blackwell Publishing, 2008.
- Comedy Incarnate: Buster Keaton, Physical Humor, and Bodily Coping, Oxford, Wiley-Blackwell, 2009.
- Art in Three Dimensions, Oxford, Blackwell, 2010.
- Post-Theory: Reconstructing Film Studies (coautore David Bordwell), Madison, University of Wisconsin Press, 1996.
- Theories of Art Today, Madison, University of Wisconsin Press, 2000.
- Philosophy of Film and Motion Pictures (coautore Jinhee Choi), Malden, Blackwell Publishing, 2006.
- Philosophy in the Twilight Zone (coautore Lester Hunt), Oxford, Wiley-Blackwell Publishing, 2009.
- The Poetics, Aesthetics, and Philosophy of Narrative, Oxford, Wiley-Blackwell Publishing, 2009.